# Amelia (Horsztyński)
Amelia – postać z dramatu Juliusza Słowackiego Horsztyński.
Amelia jest siostrą Szczęsnego, dziewczyną o gołębim sercu. Jest dobroduszna i prostolinijna, bardzo przywiązana do rodziny (bardzo kocha swojego ojca i braci), ale jest też młodzieńczo naiwna. Nie pojmuje świata dorosłych.
W teatralnych realizacjach Horsztyńskiego w postać Amelii wcielały się m.in.: Elżbieta Gaertner, Maria Maj, Bohdana Majda, Halina Mikołajska, Anna Milewska, Wiesława Niemyska, Anna Romantowska, Irena Solska, Bożena Stryjkówna.